# Neumühle (Geroldsgrün)
Neumühle ist ein Gemeindeteil der Gemeinde Geroldsgrün im Landkreis Hof (Oberfranken, Bayern). Neumühle liegt in der Gemarkung Dürrenwaid.

## Geographie
Der Weiler liegt im tief eingeschnittenen Tal der Ölsnitz (auch „Dürrenwaider Tal“ genannt), am Dorfbach und an einem namenlosen Bach, die dort als rechte Zuflüsse in die Ölsnitz münden, und ist allseits von Wald umgeben. Die Staatsstraße 2198 führt nach Neuenhammer (0,4 km südöstlich) bzw. nach Dürrenwaid (1,1 km nordwestlich). Eine Gemeindeverbindungsstraße führt nach Silberstein (0,3 km südwestlich).

## Geschichte
Gegen Ende des 18. Jahrhunderts gab es in Neumühle ein Anwesen, eine Getreidemühle. Das Hochgericht übte das bayreuthische Richteramt Lichtenberg aus. Die Grundherrschaft über die Mahlmühle hatte das Kastenamt Lichtenberg inne.
Von 1797 bis 1808 unterstand der Ort dem Justiz- und Kammeramt Naila. Mit dem Gemeindeedikt wurde Neumühle dem 1808 gebildeten Steuerdistrikt Steinbach bei Geroldsgrün und der 1818 gebildeten Ruralgemeinde Dürrenwaid zugewiesen. Am 1. Juli 1972 wurde Neumühle im Zuge der Gebietsreform in Bayern nach Geroldsgrün eingemeindet.

### Einwohnerentwicklung
| Jahr      | 001801 | 001818 | 001861 | 001871 | 001885 | 001900 | 001925 | 001950 | 001961 | 001970 | 001987 |
| Einwohner | 4      | *      | 11     | 12     | 5      | 14     | 16     | 15     | 15     | 14     | 15     |
| Häuser    | 1      |        |        | 1      | 2      | 3      | 3      | 4      |        | 4      |        |
| Quelle    | [ 10 ] | [ 11 ] | [ 12 ] | [ 13 ] | [ 14 ] | [ 15 ] | [ 16 ] | [ 17 ] | [ 18 ] | [ 19 ] | [ 1 ]  |

## Religion
Der Ort ist evangelisch-lutherisch geprägt und nach St. Jakobus (Geroldsgrün) gepfarrt.